# Marcin Przybył
Marcin Przybył (ur. 16 marca 1989 w Świebodzinie) – polski lekkoatleta specjalizujący się w wielobojach.

## Życiorys
Reprezentant Polski w pucharze Europy  w wielobojach lekkoatletycznych.
Stawał na podium mistrzostw Polski seniorów zdobywając dwa srebrne medale (Toruń 2011, Zgorzelec 2014). Halowy mistrz kraju (Halowe Mistrzostwa Polski Seniorów w Lekkoatletyce Sopot 2014) wicemistrz kraju (2013). Zdobywał medale mistrzostw Polski juniorów (także w hali) oraz mistrzostw kraju młodzieżowców.
Jego trenerami byli m.in. Dariusz Łoś, Dariusz Niemczyn i Marek Rzepka.
Rekordy życiowe: siedmiobój (hala) – 5500 pkt. (17 lutego 2013, Spała); dziesięciobój – 7504 pkt. (28/29 maja 2011, Toruń).

## Osiągnięcia
| Rok  | Impreza                                | Miejsce | Konkurencja   | Pozycja     | Wynik     |
| ---- | -------------------------------------- | ------- | ------------- | ----------- | --------- |
| 2010 | I liga pucharu Europy w wielobojach    | Hengelo | dziesięciobój | 14. miejsce | 7088 pkt. |
| 2011 | Młodzieżowe mistrzostwa Europy         | Ostrawa | dziesięciobój | –           | DNF       |
| 2013 | Superliga pucharu Europy w wielobojach | Tallinn | dziesięciobój | 18. miejsce | 7278 pkt. |
| 2014 | Superliga pucharu Europy w wielobojach | Toruń   | dziesięciobój |             |           |